# Haus Averforth
Haus Averforth ist eine ehemalige Wasserburg, vermutlich ein Rittergut aus dem 14. (bzw. 15.) Jahrhundert, und heute ein Baudenkmal im Ortsteil Haffen der niederrheinischen Stadt Rees im Kreis Kleve. Es liegt etwa einen Kilometer von Schloss Bellinghoven entfernt zwischen den Ortsteilen Mehr und Haffen auf dem Finkenschlagweg.

## Geschichte
Haus Averforth („Haus an der Furth“) findet erstmals 1409 als Ortsbezeichnung Erwähnung. Das heutige Haus ist in Privatbesitz und stammt aus dem Jahr 1685 (eingelassene Jahreszahl am Haupthaus). Bedeutsam sind die erhaltenen Stuckdecken aus dem 18. Jahrhundert. Vor der Toreinfahrt befindet sich eine Skulptur der Mater Dolorosa.
Der Name des Hauses stammt von Heinrich Averforth, der von 1513 bis 1553 als Leihnehmer auf dem Hof wohnte. Als Kirchmeister und Schöffe hat er vermutlich das Haus repräsentativ ausgebaut.
Bereits dreimal ist das Hinterhaus in der Geschichte des Anwesens abgebrannt, doch immer überlebten die Stuckdecken und Kamineinfassungen.
Immer wieder wurde das Haus umgebaut und verändert. Man kann auf dem Dachboden noch verschiedene Giebelkonstruktionen erkennen.

Clemen schrieb 1892: 

„Im Jahr 1677 erbaut, ursprünglich im Besitz der Familie von Manjel, jetzt (1892) Frau von Achthoven. Kleiner niedriger zweistöckiger Backsteinbau mit geschweiften und abgetreppten Giebeln, mit kleinem Wirtschaftshof, von wohlerhaltenen Gräben umgeben, über dem Portal das preußische Wappen. Vor der Brücke eine malerische Lindenrotunde. Im Garten ein paar barocke Steinfiguren. Einfache Ausstattung aus dem 18. Jahrhundert ist fast vollständig erhalten. Im Erdgeschoss Kamin mit Stuckarbeiten. Trophäen und Putten. Eine Reihe mittelmäßiger Porträts von flämischen und holländischen Meistern des 17 . / 18. Jahrhunderts, darunter zwei recht gute Kniestücke in alten geschnitzten Rahmen und das Bildnis eines jungen Mannes mit langen goldenen Gelock und rotseidenem Mantel in Jagdkostüm. Einige gute Stilleben.“

In den historischen Dielenfliesen im Flurbereich sind Einschüsse vom Beschuss des Hofes 1945 zu finden. Dass die Stuckdecken die Detonationen überlebt haben, könnte daran liegen, dass sie auf Reet gezogen sind. 
Der Großvater des heutigen Besitzers erwarb das Haus samt Bauerngarten im Jahr 1932. Der Urgroßvater der Familie besaß in Wesel-Obrighoven einen Hof, den der älteste Sohn erbte. Der zweite Sohn erwarb daher Haus Averforth, das sich in keinem guten Zustand befand. Heute wird auf dem Hof Milchwirtschaft betrieben.

## Kirchenkammer der evangelischen Kirche in Haffen und Mehr
Mehrere Pastöre haben als Untermieter in Haus Averforth gewohnt. Von 1741 bis 1801 feierte die reformierte Kirche in Haffen in der Kirchenkammer des Hauses den Gottesdienst. Ebenso fanden nach der im Zweiten Weltkrieg erfolgten Zerstörung der evangelischen Kirche in Haffen Gottesdienste im Haus Averforth statt.

„Über die Anfänge gibt es wenig Informationen, doch schon 1546 wirkte der erste reformierte Prediger (Noetermann) in Mehr. Um 1580 traten die Herren von Schloss Bellinghoven zur Reformation über. Im Schloss wurden seit 1631 evangelische Gottesdienste gefeiert. Als Bellinghoven im Jahr 1681 in den Besitz einer katholischen Familie überging, wurden diese Gottesdienste verboten. Die Gemeinde fand eine neue Bleibe auf Haus Averforth, einem alten teilweise noch heute erhaltenen Rittergut am Finkenschlagweg in Haffen.
Noch wurden die Evangelischen in Haffen und Mehr vom Pfarrer der Kirchengemeinde Hamminkeln mitversorgt. Der erste Schritt in die Selbstständigkeit wurde 1740 getan: Es wurde das erste Presbyterium gewählt und ein eigenes Gemeindesiegel in Gebrauch genommen...
1741 stellte die Gemeinde einen Schulmeister an und erwarb wenig später ein Schulhaus. Die völlige Selbstständigkeit erhielt die Gemeinde im Jahr 1769. Die Verbindung mit Hamminkeln wurde gelöst und der erste Pfarrer Johann Wilhelm Gräber trat sein Amt an. Die Gemeinde umfasste damals etwa 30 erwachsene Gemeindeglieder.“

## Stuckdecken und Kaminplatte
Auf der Stuckdecke im großen Saal befinden sich in den Ecken vier Symbole: Schwert für Glaube, Sonne für Hoffnung, Herz für Liebe und die Kirche von Rhenen (Haffen) für Heimat. Ein prächtiges Rankenwerk umgibt die Darstellungen. 
Die Verzierung auf der Kaminplatte zeigt in einem Medaillon zwei nackte Jünglinge, die sich zum Zeichen des Friedens vor Waffen umarmen. Man sagt, sie sollen dem Haus Frieden beschert haben. 
Im Jagdzimmer dominiert an der Decke der preußisch gekrönte Adler mit Zepter und Schwert.